# Bożena Grzyb-Jarodzka
Bożena Grzyb-Jarodzka (ur. 28 stycznia 1959 we Wrocławiu) – graficzka, malarka, projektantka wnętrz, współzałożycielka grupy Luxus.

## Działalność w grupie Luxus
W 1984 roku artystka uzyskała dyplom na Wydziale Malarstwa, Rzeźby i Grafiki wrocławskiej PWSSP w pracowni malarstwa Konrada Jarodzkiego. Na początku lat 80. wraz z grupą studentów z roku, m.in. ze swoim przyszłym mężem Pawłem Jarodzkim oraz Ewą Ciepielewską, współtworzyła grupę artystyczną Luxus.

Ewa Gorządek pisała o tej wrocławskiej inicjatywie artystycznej: 
Nazwa „Luxus” wskazywała na chęć odcięcia się twórców grupy od szarości i siermiężności stanu wojennego. Dla artystów inspirujący był kontrast szarej, komunistycznej rzeczywistości z importowaną kulturą amerykańską rodem ze świata Pewexów. Prawdziwy luksus był w tamtym czasie niedostępnym przedmiotem pożądania, przeradzającym się w zbiorową fantazję bez szans na realizację inną niż zdystansowanie się od ponurej codzienności, ideologii i historii. Artyści „luxusowcy” przerabiali tę nieatrakcyjną rzeczywistość, uciekali od „typowo polskich” problemów w ludyczną ekspresję, odrzucając przy tym rygor formy. 
Artystka zamieszczała również rysunki i grafiki w magazynie „Luxus” wydawanym przez grupę. Jak bowiem zauważała Anna Mituś: „Zafascynowana mechanizmami oddziaływania społecznego grupa nie tylko wydawała własne pismo i książki artystyczne, ale organizowała również wykłady i prelekcje, popularyzowała techniki graficzne (głównie szablon) [...]”.

## Twórczość
W działalności artystycznej Grzyb-Jarodzkiej dominują portrety. W latach 80. były to przede wszystkim wizerunki znajomych i przedstawicieli młodzieżowych subkultur, a także podobizny idoli jej pokolenia. Jak to określił Adam Sobota, pisząc na łamach „Formatu” o historii grupy Luxus, „Bożena Grzyb-Jarodzka utrwalała się w pamięci jako autorka portretów ludzi przedstawionych jako idole, mieniących się niepokojącą kolorystyką”. Na podstawie fotografii odtwarzała też we własnym stylu hollywoodzkie portrety bohaterów kinowych.
Od lat maluje wielkoformatowe podobizny konkretnych postaci, które umieszcza najczęściej na tle wypełnionym barwnym kwiatowym wzorem. Jej cykle malarskie to: Ulubieni artyści, Znajomi i Przyjaciele, Gwiazdy, Udane pary.
W swoich pracach artystka stosuje silną kolorystykę, co w połączeniu ze wzorami pokrywającymi płótna może przywodzić na myśl psychodeliczne wizje. Widać w jej twórczości inspirację pop-artem, onirycznością, romantyzmem i kiczem.

## Działalność
Wystawy indywidualne (wybór):
- I Ty możesz zostać krokodylem czyli wybrane kobiety Luxusu, Galeria Piktogram, Warszawa, 2014
- Kilkadziesiąt par oczu, Centrum Kultury Katowice, Galeria Piętro wyżej, Katowice, 2012
- Malarstwo najlepsze na nerwy lekarstwo (z Pawłem Jarodzkim), Galeria Bielska BWA, Bielsko-Biała, 2006
- Kilka portretów i trochę kwiatów, Galeria Entropia, Wrocław, 1997[1]
- Moje urodziny, Galeria Marii von Blumstein, Łódź, 1995[1]

Wystawy grupy Luxus (wybór):
- Luxus. Umarła rasa, Cricoteka, Kraków, 2015
- Luxus w stylu amerykańskim, BWA Zielona Góra, 2014
- Magazyn Luxus, Muzeum Współczesne Wrocław, 2013[8]
- Bankiet w fabryce, Galeria BWA, Bielsko-Biała, 1997
- Prawdziwy Luxus w Krakowie, Galeria Zderzak, Kraków, 1992
- Młody Wrocław, BWA Katowice, 1989
- Legendarny Luxus po raz pierwszy w Warszawie, Galeria Pokaz, Warszawa, 1985

Wystawy zbiorowe (wybór):
- Dzikość serca. Portret i autoportret w Polsce po 1989 roku, Zachęta – Narodowa Galeria Sztuki, Warszawa, 2018
- Dzikie Pola, Zachęta – Narodowa Galeria Sztuki, 2015
- Poza oficjalnym obiegiem. Niezależna sztuka polska lat 80, Muzeum Górnośląskie w Bytomiu, 2015
- Phanomen wohlstand, Motorenhalle, Drezno, 2012
- Pokolenie’80, Muzeum Narodowe w Krakowie, 2010
- I could live in Africa, Muzeum Sztuki Nowoczesnej w Warszawie, 2010
- Wizja lokalna 01, Galeria Entropia, Wrocław, 2009
- Malarstwo Polskie XXI wieku, Zachęta – Narodowa Galeria Sztuki, 2006
- Kolekcja 1998-2003, Muzeum Narodowe we Wrocławiu, 2003[1]
- Sposób na życie, Centrum Sztuki Współczesnej „Łaźnia” w Gdańsku, 2002
- Bielska Jesień – Biennale Malarstwa Współczesnego (II nagroda), Galeria BWA, Bielsko-Biała, 1999
- Książki i Strony, Centrum Sztuki Współczesnej Zamek Ujazdowski, Warszawa, 1992[1]
- Trinnale portretu współczesnego, Radom (wyróżnienie, stypendium Ministerstwa Kultury i Sztuki), 1987
- Ekspresja lat 80-tych, Galeria BWA, Sopot, 1986